# 第二次驅漢事件
第二次驅漢事件是指1949年中国共产党在第二次國共內戰取得優勢後，中華民國政府蒙藏委員會的拉薩辦事處職員遭西藏噶厦政府下令離開西藏的事件。

## 背景
1933年12月，第十三世達賴喇嘛圓寂。1934年1月，黃慕松被任命為致祭達頼專使，於8月抵達西藏拉薩，設立了與南京聯絡的電台，成立「專使行署」（「蒙藏委員會駐藏辦事處」的前身）。英国驻錫金、不丹政務官古德爵士於1936年訪問西藏，也在拉薩成立了辦事處（英國更早在江孜、亞東、噶大克已設商務專員）。1939年11月25日，蒙藏委員會9人代表團抵達拉薩。1940年2月22日，第十四世达赖喇嘛的坐床典禮在拉薩舉行，蒙藏委員會委員長吳忠信代表國民政府參加坐床典禮:6，但是西藏並沒有因此承認與國民政府有政治上的隸屬關係。

## 經過
1949年7月8日，噶厦政府通知蒙藏委員會拉薩辦事處代處長陳錫璋，噶厦政府決定驅逐辦事處所有人員，並將此決定以電報通知代總統李宗仁與蔣中正。國共雙方對此都表示反對。8月6日，國民政府行政院長閻錫山表示辦事處人員都經過精挑細選，沒有理由驅逐，要求西藏政府糾正決定。《新华日报》9月2日的社論指責這是西藏政府在英、美帝國主義與印度指使下的行為。在新華社發表社論前，《中央日報》曾報導美國記者洛維爾·托馬斯即將訪問西藏，這可能是新華社社論指責「美國間諜」干預西藏的唯一根據，此外並無史料表明中共當時了解美國政府與拉薩所將建立的任何秘密聯繫。:7-8
1949年8月11日，被驅逐的133人抵達毗鄰印度的亞東 ，其中包括公務員（辦事處人員、無線電技師、拉薩小學教職員、醫生等）與家人88人，國民黨特務20人，國民黨線民15人等。中國駐印度大使羅家倫派了一位秘書到噶倫堡迎接，之後經由香港回到中國廣東。

### 引用
1. ↑  裴儒弟. . 中国藏学 (西安: 陕西师范大学中国西部边疆研究院). 2015年, (3).
2. ↑  Matthew T. Kapstein. . John Wiley & Sons. 2013-06-05: 229. ISBN 1-118-72537-9.
3. ↑  朱麗雙. . 香港中文大學出版社. 1 June 2016: 170,200,461  [2019-02-01]. ISBN 978-962-996-711-6. （原始内容存档于2022-03-18）.
4. ↑  沈荆唐. . 中国社会科学院近代史研究所  (编). . 中華書局. 1978: 17–18  [2022-09-20]. ISBN 7-101-02114-X. （原始内容存档于2022-09-20）.
5. ↑  . （原始内容存档于2013年7月6日）.
6. 1 2  Tsering Shakya. . Columbia University Press. 1999. ISBN 978-0-231-11814-9.
7. ↑  朱麗雙.  (PDF). 中央研究院近代史研究所集刊 (中央研究院近代史研究所): 第120頁.   [2016-04-26]. （原始内容存档 (PDF)于2016-05-09）.
8. ↑  劉曉原. . 香港中文大學出版社. 2016-05-01: 224. ISBN 978-962-996-710-9.
9. ↑  Sam van Schaik. . 2011-05-31  [2016-04-17]. （原始内容存档于2016-03-28）.
10. ↑  劉學銚. . 思行文化. 2013-10-10: 144. ISBN 978-986-89955-7-4.
11. ↑  Lin, Hsaio-ting. . UBC Press: 199. 2011年1月1日  [2023年4月22日]. （原始内容存档于2023年5月12日）.